# شهرستان اسمرالدا (نوادا)
شهرستان اسمرالدا (به انگلیسی: Esmeralda County) شهرستانی در غرب نوادا، ایالات متحده است. مرکز این شهرستان گلدفیلد است. بر اساس سرشماری سال ۲۰۰۰ ایالات متحده، جمعیت آن ۹۷۱ نفر و تراکم جمعیتش ۰٫۱۰۴۵ نفر بر کیلومتر مربع است که موجب می‌شود پس از شهرستان لاوینگ، تگزاس دومین شهرستان کم‌تراکم خارج از آلاسکا باشد. تا سال ۲۰۰۹ جمعیت آن به ۶۲۶ نفر کاهش یافت. این شهرستان مدرسه‌ای برای آموزش دوره متوسطه ندارد.